# Óverbász
Óverbász  település a Bácskában, Szerbiában, Kúla környékén.
Mai hivatalos neve: Stari Vrbas. Neve németül Alt-Werbass; egyéb változatok: Werbas, Weidenheim, Alt-Werbas, Werwas, Verbatz, Verbász.

## Története
A legkorábbi említése 1665-ből való.
1784 után a lakosok egy része német volt. Görögkatolikus, illetve evangélikus templomok.
1910-ben 4853 lakosából 615 magyar, 1837 német, 1813 szerb volt. Ebből 563 római katolikus, 563 görögkatolikus, 1497 evangélikus, 1783 görögkeleti ortodox volt.
A 20. század elején Bács-Bodrog vármegye Kulai járásához tartozott.
A második világháború alatt a nácik tábort rendeztek be a településen partizánok fogvatartására.
Óverbász ma Verbászhoz tartozó településrész.

## Nevezetesség
- görögkatolikus templom
- Evangélikus templom

## Itt születtek
- Zabik László Gyula (Óverbász, 1896. december 5. – Budapest, 1967. október 8.) újságíró.
- Schenk Jakab ornitológus
- Molter Károly magyar író, kritikus, irodalomtörténész. Marosi Péter, Pál és Barna apja. (Óverbász, 1890. december 2. – Marosvásárhely, 1981. november 30.)
- Scherer Lajos (Óverbász, 1874. szeptember 16. – Szeged, 1957. február 16.) lapszerkesztő, tankönyvíró.